# John Smith (sydafrikansk roddare)
John Smith, född den 12 januari 1990 i Germiston i Sydafrika, är en sydafrikansk roddare.
Han tog OS-guld i lättvikts-fyra utan styrman i samband med de olympiska roddtävlingarna 2012 i London.